# Nicolae Vulcu
Nicolae Vulcu,(n. 1870, Săliște- d. 1941) a fost un deputat în Marea Adunare Națională de la Alba Iulia, organismul legislativ reprezentativ al „tuturor românilor din Transilvania, Banat și Țara Ungurească”, cel care a adoptat hotărârea privind Unirea Transilvaniei cu România, la 1 decembrie 1918.

## Biografie
Nicolae Vulcu s-a născut la Săliște județul Sibiu. A fost delegat la Marea Adunare Națională de la Alba Iulia. A decedat la Târgu-Mureș la  6 iulie 1941.

## Activitate politică
Proprietar de pământ, membru al Desparțamântului Tărgu-Mureș al „Astrei”, membru al P.N.R.; comandantul Gărzii Naționale din Iclandu Mare. Dupa 1918 a fost președintele organizației județene Mureș P.N.R.; deputat între 1919-1920; senator P.N.Ț intre 1928-1931; președinte al Desparțămantului Râciu al „Astrei”.